# ميكروبيوم حليب الأم

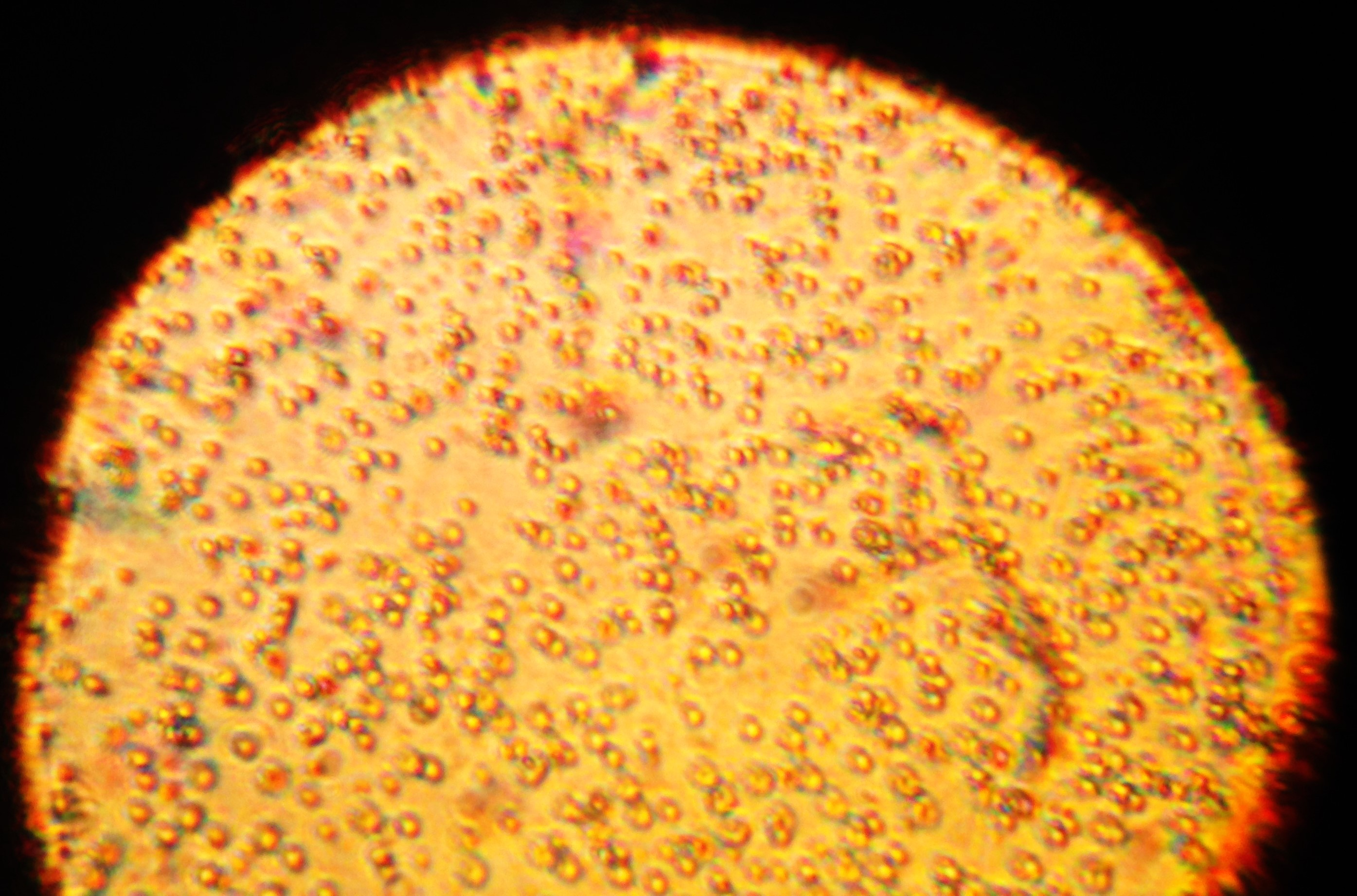

ميكروبيوم حليب الأم هي مجموعة من الكائنات الحية الدقيقة التي توجد في الخلايا الثدية وفي لبن الأم. تقليديًا ساد اعتقاد بأن لبن الأم معقم -خال من الميكروبات. مؤخرًا أكتشف بأن لبن الإنسان يحتوي عددًا متنوعًا من مجتمعات البكتريا والتي تتميز وتتفرد عن بقية المجموعات البكتيرية التي تتوطن -توجد بشكل طبيعي-في جسم الإنسان وتأكد ذلك بواسطة تقنيات تزريع الباكتيريا وغيرها من التقنيات التي لا تعتمد على التزريع.
إن الميكروبات في لبن الإنسان قد تكون هي مصدر البكتريا المتعايشة والمتكافلة والبكتريا الحيوية التي تحتاجها أمعاء الرضيع. تُعرِّف منظمة الصحة العالمية البكترية الحيوية بالكائنات الحية التي إذا ما تم إدخالها بكميات مناسبة تعود بالنفع على العائل.  

## الحدوث
يعتبر لبن الأم المصدر الطبيعي لبكتريا حمض اللاكتيك بالنسبة لحديث الولادة ويعتقد انه كل طعاما متعايشا متكافلا. بالنسبة لحديث الولادة عندما يتم ادخالها بكميات مناسبة ة يشكل طعامًا متكافلًا. إن التركيز الطبيعي في لبن الأم الصحيحة –غير المريضة-يقدر ب 103 وحدات تشكل المستعمرة لكل مليميتر. إن المجتمعات البكتيرية تكون معقدة في الغالب.  من بين المئات من الوحدات التصنيفية التشغيلية المكتشفة في حليب كل امرأة، لم يكن موجودًا في كل عينة سوى تسعة من (العقدية، والعنقودية، وSerratia، وPseudomonas الزَّائِفَة وCorynebacterium الوَتَدِيَّة، وRalstonia، وPropionibacterium البرُوبْيُونِيَّة، وSphingomonas، و (Bradyrhizobiaceae. لكن كان مجتمع البكتريا مستقرًا بشكل عام مع مرور الوقت وذلك على مستوى كل عينة فردية. حليب الأم هو مصدر البكتريا الحية العنقودية والعقدية وبكتيريا حمض اللاكتيك وBifidobacterium المَشْطُورَات وPropionibacteria البروبيونية وCorynebacterium الوَتَدِيَّة والبكتيريا إيجابية الجرام ذات الصلة في الأمعاء عند الرضع.

## التركيب
أُعتبر لبن الأم خالٍ من البكتيريا حتى أوائل الالفية الثانية، وقتئذ تم وصف بكتيريا حمض الاكتيك الالفية الثانية.مليميتر.ة الصحة الجيدة يقدر ب 103 وحدة  لأول مرة في لبن الإنسان وكان قد تم جمعه بشكل صحي من نساء صحيحات-غير مريضات. أظهرت العديد من الدراسات أن هناك انتقالًا من الأم إلى الرضيع للسلالات البكتيرية التي تنتمي-على الأقل-إلى أجناس Lactobacillus العُصَيَّةُ اللَّبَنِيَّة و      Staphylococcus العُنْقودِيَّة وEnterococcus مُكَوَّرَةٌ مِعَوِيَّة ويتم ذلك بواسطة الرضاعة الطبيعية، وهذا قد يفسر العلاقة الوثيقة للتكوين البكتيري للأمعاء في الأطفال الذين يرضعون رضاعة طبيعية مع ذلك الموجود في البان أمهاتهم. وجدت الأبحاث أيضًا أن هناك أوجه تشابه بين لبن الأم والمجتمعات البكتيرية التي تتوطن أمعاء الرضيع، مما يشير إلى أن التعرض للغذاء، مثل البكتريا الحيوية في لبن الأم، قد يساهم في دعم نمو الميكروبات في أمعاء الأطفال الرضع وتطوير مناعتهم.
تشمل الباكتيريا المعزولة –عادة-من عينات حليب الإنسان Bifidobacterium المَشْطُورَات وLactobacillus العُصَيَّةُ اللَّبَنِيَّة و      Staphylococcus العُنْقودِيَّة وStreptococcus العِقْدِيَّة وBacteroides العَصَوانيّة وClostridium المِطَثِّيَّةُ وMicrococcus المُكَيَّرَة وEnterococcus مُكَوَّرَةٌ مِعَوِيَّة وEscherichia الإِشْريكِيَّة.
وجدت التحاليل الميتاجينومية للبن الإنسان بأنه يغلب عليها البكتريا العنقودية، والزائفة، والإدْواردسيلَة. قد تختلف ميكروبات لبن الإنسان في المجموعات البشرية المختلفة وقد يتخلف من امرأة لأخرى في ذات المجموعة. مع ذلك، وجدت دراسة أجريت مع مجموعة من النساء الأمريكيات وجود نفس التصنيفات البكتيرية التسعة في جميع العينات التي أخذت من جميع المشاركات، مما يشير إلى وجود «جوهر أو أساس» مشترك من الميكروبات، على الأقل في تلك الفئة من المشاركات. توصف المجتمعات البكتيرية في اللبأ بأنها أكثر تنوعًا من تلك الموجودة في اللبن الناضج.
تم عزل ثلاث سلالات من بكتريا Lactobacillus العُصَيَّةُ اللَّبَنِيَّة –ذات الخصائص الحيوية-وهي L. fermentum CECT5716 و L. gasseri CECT5714 و L. salivarius CECT5713، وكانت L. fermentum إحدى السلالات الأكثر وجودًا. يُعتقد بأن التبكير في إدخال L. fermentum CECT5716 في لبن الأطفال آمنة ويمكن للرضع احتمالها بشكل جيد من عمر شهر وحتى ستة أشهر وهي آمنة للاستخدام على المدى الطويل.

## أصولها
إن أصل ميكروبات لبن الإنسان لا زال غير معروف. ان هناك نظريات عديدة طرحت. ربما تستمد هذه البكتريا من الجلد الذي يحيط بالثدي أو من فم الرضيع، أيضًا ربما يؤدي الانسياب العكسي للبن أثناء الرضاعة إلى وجود ميكروبات في الغدد الثديية. دعمت هذه النظرية الأخيرة بواسطة مشاهدة حيث وُجد بأن هناك درجة من الانسياب العكسي للبن أثناء الرضاعة وشوهد ذلك عبر التصوير بالأشعة تحت الحمراء. على غرار ذلك ربما تأتي أصول هذه البكتريا من مناطق أخرى وقد انتقلت من موضعها في الجهاز التناسلي للأم وذلك عبر المسارات المعوية الثدية والتي يتم تيسيرها بواسطة الخلايا التغصنيةdendritic cells.

## العوامل البيئية
توجد العديد من العوامل التي تؤثر على التركيب البكتيري للبن الأم مثل مؤشر كتلة الجسم وجنس المولود وطريقة الولادة وطريقة الولادة. كشفت دراسة قام بها سوتو وآخرون بان Bifidobacterium المَشْطُورَات وLactobacillus العُصَيَّةُ اللَّبَنِيَّة توجد بشكل أكثر في لبن الأمهات اللاتي لم يستخدمن المضادات الحيوية أثناء الحمل أو الإرضاع. تعتبر السكريات قليلة التعدد الموجودة في لبن الإنسان من المكونات الأساسية والحيوية التي يظهر بان لها دور في ترويج الحث على نمو Bifidobacterium المَشْطُورَات وBacteroides العَصَوانيّة.

### صحة الأم
إن صحة الأم ترتبط بالتغييرات في التركيب البكتيري. إن زيادة مؤشر كتلة الجسم في الأم والسمنة ترتبط بتغيرات في المشطورات والعقدية وقلة التنوع البكتيري بشكل عام. تمت ملاحظة انخفاض مستويات العصوانيات والمشطورات في ألبان الأمهات اللاتي يعانين من اضطرابات الجهاز الهضمي مثل حساسية القمح. يزيد التنوع البكتيري وخاصة العقدية اللبنية في البان النساء اللاتي يعانين من فيروس نقص المناعة البشري مقارنة بنظيراتهن غير المصابات بالمرض. يرتبط التهاب الثدي بالتغيرات في ميكروبات لبن الأم على مستوى الُشعبة وذلك بقلة التنوع الميكروبي وبقلة أنواع البكتريا اللاهوائية.
إن موعد الولادة يؤثر على التركيب الميكروبي للبن حيث يظهر أعداد اقل من البكتريا المعوية وأعداد كبيرة من المشطورات في البان النساء اللاتي يلدن في مواعيدهن بعد تمام عمر الحمل مقارنة بنظيراتهن اللاتي يلدن مبكًرا. أجريت عدد قليل من الدراسات لدراسة تأثير النظام الغذائي للام على ميكروبات اللبن. ولكن من المعروف أن النظام الغذائي يؤثر على جوانب أخرى في تكوين اللبن، مثل الدهون، والذي بدوره يمكن أن يؤثر على التكوين الميكروبي في اللبن. قد يؤثر التباين في محتوى الدهون والكربوهيدرات في النظام الغذائي للأم على التركيب التصنيفي لميكروبات اللبن.
من المرجح أن يختلف كل من التركيب التصنيفي والتنوع للبكتيريا الموجودة في لبن الإنسان باختلاف الموقع الجغرافي للأم ومع ذلك، يجب إجراء دراسات مع مشاركات أكثر تنوعًا جغرافيًا لفهم الاختلاف بين المجموعات السكانية بشكل أفضل.
يرتبط استخدام الأم للمضادات الحيوية في الفترة قبيل الولادة بالتغيرات في معدل انتشار البكتريا العقدية اللبنية والمشطورات والجُرْثُمَة Eubacterium في اللبن.
وجد بان كثافة الشبكات الاجتماعية من حول الأم والرضيع ترتبط بزيادة التنوع البكتيري للميكروبات في البان الأمهات في جمهورية إفريقيا الوسطى.

### طريقة الولادة
قد تؤثر طريقة الولادة على تكوين ميكروبات لبن الإنسان. ترتبط الولادات المهبلية بارتفاع في التنوع التصنيفي للميكروبات والانتشار المرتفع للبكتريا المشطورات Bifidobacterium وLactobacillusالعقدية اللبنية، على عكس الولادات بعملية قيصرية، ومع ذلك لم يتم مشاهدة أي علاقة أخرى بين طريقة الولادة وميكروبات لبن الأم.

### مرحلة الرضاعة
تتباين ميكروبات لبن الإنسان خلال مراحل الرضاعة، مع وجود تنوع ميكروبي أعلى في اللبأ مقارنة باللبن الناضج. أيضًا يختلف التكوين التصنيفي للبن الإنسان خلال فترة الرضاعة، حيث يغلب عليها في البداية كل من Weissella والنُّسْتُق Leuconostoc والعنقودية والعقدية وLactococcus وتتكون لاحقًا بشكل أساسي من أنواع الفيُّونيلَّة Veillonella وPrevotella وLeptotrichia الغُفارِيَّة وLactobacillusالعقدية اللبنية وStreptococcusالعقدية والمشطورات والبكتريا المعوية.

## التأثيرات على الصحة
يُعتقد أن الرضاعة الطبيعية تعد محركًا مهمًا في تكوين ميكروبات أمعاء الرضيع. تعتبر الميكروبات المعوية عند الرضع الذين يتم إرضاعهم طبيعيًا -من الثدي-أقل تنوعًا، وتحتوي على كميات أعلى من أنواع المشطورات والعقدية اللبنية، وأقل عدد من الكائنات الممرضة مقارنة بالرضع الذين يعتمدون على الألبان -التركيبات-الصناعية. قد تقلل بكتيريا لبن الإنسان من خطر العدوى عند الرضع الذين يتم إرضاعهم طبيعيًا عبر إقصاء البكتيريا الضارة وذلك بمنافستها وإنتاج مركبات مضادة للميكروبات التي تقضي على السلالات المسببة للأمراض. تساهم بعض أنواع البكتريا العقدية اللبنية والمشطورات –والتي تحفز السكريات قليلة التعدد من نموها - في الوظائف الاستقلابية والمناعية في أمعاء الرضيع.

### الفوائد للأم المرضعة
أظهرت الدراسات أن L. fermentum بكتريا يمكن أن تحسن التهاب الثدي، وهو مرض التهابي شائع مرتبط بالرضاعة، وذلك عبر تقليل عدد البكتريا العقدية والتي يُعتقد بأنها عامل مسبب وعامل خطر لالتهاب الثدي.

### الفوائد للرضع
تقل نسبة الإصابة بالعدوى لدى الأطفال الذين يتم إرضاعهم طبيعيًا مقارنة بالأطفال الذين يتم إرضاعهم بالألبان الصناعية، والتي يمكن توسطها جزئيًا من خلال تعديل البكتيريا الدقيقة المعوية بواسطة مكونات لبن الأم. يبدو أن الأطفال الذين يرضعون طبيعيًا من الثدي يوجد لديهم ميكروبات معوية أكثر ثراءً في البكتريا العقدية اللبنية والمشطورات مع عدد اقل من البكتيريا الممرضة مقارنةً بالرضع الذي يتم إرضاعهم صناعيًا. وجد مالدونادو وآخرون –حسب دراسات أجروها-انخفاضًا في العدوى في الجهاز الهضمي والجهاز التنفسي لدى الأطفال الذين يتلقون البان صناعية يتم إضافة بكتريا ال L. fermentum إلى تركيبة الألبان الصناعية، وبالتالي فإن إعطاء هذه التركيبة قد يكون مفيدًا للوقاية من عدوى الجهاز الهضمي والجهاز التنفسي العلوي التي يتم اكتسابها من المحيط البشري.
يمكن أن تعمل البكتريا الحيوية في لبن الإنسان أيضًا كأنواع رائدة لزيادة مستعمرات البكتيريا «المفيدة» ودعم جهاز المناعة غير الناضج للرضيع. من المعروف أن Lactobacilli العقدية اللبنية وBifidobacteria المشطورات يمكنها كبح نمو الكائنات الحية الدقيقة الممرضة مثل السالمونيلا وClostridium perfringens عن طريق عمل مستعمرات بكتيرية في أمعاء الطفل ومنافستها على المواد الغذائية، وبالتالي منع التصاقها. أيضًا يلعب الاستعمار المعوي للبكتريا المتعايشة دورًا حيويًا في الحفاظ على توازن الجهاز المناعي. تحفز هذه البكتيريا استجابة T helper 1 الخلايا المناعية وتصد الاتجاه نحو استجابة T helper 2الخلايا المناعية لجهاز المناعة لدى المولود، مما يؤدي إلى تقليل حدوث العمليات الالتهابية مثل الالتهاب المعوي القولوني الناخر.
قد يعاني الأطفال الذين يعانون من أعراض المغص من خلل في الميكروبات المعوية -فقد وجدت تحليلات لعينات البراز ارتفاعًا في عدد البكتيريا القولونية وانخفاض عدد البكتريا العقدية اللبنية عند الرضع الذين يعانون من أعراض المغص مقارنةً بالأطفال الذين لا يعانون من المغص. من جانب أخرى، أثبت بأن البكتريا الحيوية تؤثر على حركة الأمعاء وعلى الخلايا العصبية الحسية وكذلك على نشاط انقباض الأمعاء وتؤدي تأثيرات مضادة للالتهابات.

## الآثار التطورية
هناك بعض الدلائل على وجود علاقة بين ميكروبات اللبن وغيرها من مكونات اللبن، بما في ذلك السكريات قليلة التعدد، وخلايا الأم، وعناصر غذائية أخرى. ثبت بأن بعض الأجناس البكتيرية المحددة ترتبط باختلاف مستويات المغذيات الكبيرة في اللبن مثل اللاكتوز والبروتينات والدهون. تعمل السكريات قليلة التعدد على التسهيل الانتقائي لنمو البكتيريا المفيدة، ولا سيما أنواع المشطورات. إضافة إلى ذلك، وجد بأن جينومات البكتريا المشطورات مجهزة بشكل فريد لاستقلاب السكريات قليلة التعدد في لبن الإنسان والتي لا يمكن هضمها عن طريق إنزيمات الأمعاء، اقترح البعض تطورًا مشتركًا بين السكريات قليلة التعدد في لبن الإنسان وبعض البكتيريا الشائعة في كل من اللبن والميكروبات المعوية للرضيع. علاوة على ذلك، بالنسبة إلى البان الثدييات الأخرى، مثل البان الرئيسيات، يبدو أن لبن الإنسان فريد من نوعه فيما يتعلق بالتعقيد والتنوع في ذخيرة السكريات قليلة التعدد. يتم تمييز لبن الإنسان عن طريق تنوع السكريات قليلة التعدد الكلي وهيمنة السكريات القلية التعدد المعروفة بتشجيع نمو المشطورات في أمعاء الأطفال الرضع. يُعتقد بأن ميكروبات اللبن تلعب دورًا أساسيًا في برمجة نظام المناعة لدى الرضع، وتميل إلى تقليل مخاطر النتائج الضارة بصحة الرضع. يمكن أن تكون الاختلافات في السكريات قليلة التعدد بين البشر والرئيسات غير البشرية دليلًا على الاختلاف في التعرض لمسببات الأمراض المرتبطة بزيادة الاجتماعية وأحجام المجموعة. قد تشير هذه الملاحظات مجتمعة إلى أن مجتمعات ميكروبات اللبن قد تطورت مع عائلها البشري، وذلك بدعم من التوقع القائل بأن الميكروبات التي تعزز صحة العائل تسهل انتقالها وانتشارها.

## مقارنات مع الثدييات الأخرى
يحتوي كل من حليب الإنسان وقرد المكاك على كمية وافرة من بكتريا Streptococcus العقدية والعقدية اللبنية Lactobacillus، لكنهما يختلفان في الوفرة النسبية لكل منهما على حدى. تشمل البكتيريا الأكثر شيوعًا في حليب الأبقار الصحي Ralstonia والزائفة Pseudomonas وSphingomonas وStenotrophomonas وPsychrobacter وBradyrhizobium وCorynebacterium وPelomonas والعنقودية Staphylococcus وFaecalibacterium وLachnospiraceae وPropionibactus وEnterococcusالمعوية.